# Antônio Monteiro Dutra
Antônio Monteiro Dutra (sinh ngày 11 tháng 8 năm 1973) là một cầu thủ bóng đá người Brasil.

## Sự nghiệp câu lạc bộ
Antônio Monteiro Dutra đã từng chơi cho Yokohama F. Marinos.

## Thống kê câu lạc bộ

### J.League
| Đội                 | Năm       | J.League | J.League | J.League Cup | J.League Cup | Tổng cộng | Tổng cộng |
| Đội                 | Năm       | Trận     | Bàn      | Trận         | Bàn          | Trận      | Bàn       |
| ------------------- | --------- | -------- | -------- | ------------ | ------------ | --------- | --------- |
| Yokohama F. Marinos | 2001      | 12       | 3        | 4            | 0            | 16        | 3         |
| Yokohama F. Marinos | 2002      | 25       | 1        | 5            | 1            | 30        | 2         |
| Yokohama F. Marinos | 2003      | 28       | 1        | 7            | 0            | 35        | 1         |
| Yokohama F. Marinos | 2004      | 22       | 0        | 4            | 1            | 26        | 1         |
| Yokohama F. Marinos | 2005      | 32       | 1        | 4            | 0            | 36        | 1         |
| Yokohama F. Marinos | 2006      | 28       | 2        | 4            | 0            | 32        | 2         |
| Yokohama F. Marinos | 2012      | 29       | 0        | 1            | 0            | 30        | 0         |
| Yokohama F. Marinos | 2013      | 33       | 1        | 9            | 0            | 42        | 1         |
| Yokohama F. Marinos | 2014      | 4        | 0        | 0            | 0            | 4         | 0         |
| Tổng cộng           | Tổng cộng | 213      | 9        | 38           | 2            | 251       | 11        |